# Рууд, Линда
Линда Рууд (7 декабря 1932, Лехтсе — 23 июня 2010 Таллин) — эстонская поэтесса, писатель, переводчик.

## Биография
Линда Рууд родилась в поселке Лехтсе, Эстония, в семье школьной учительницы Франциски Рууд и железнодорожника Эвальда Рууда. Отец рано ушел из семьи и воспитывала девочку главным образом мать.. Юные годы будущей поэтессы и писателя прошли в маленьком городке Тапа, куда семья переехала в 1936. После окончания школы училась в Тартуском университете, где изучала эстонский язык, логику и психологию. Именно тогда проявился её интерес к литературе, в печати появились первые стихи.
После окончания университета работала в редакции газеты города Муствеэ на берегу Чудского озера. Затем работала переводчиком в таллинской газете Õhtuleht «(Ыхтулехт»), позднее стала её внештатным корреспондентом, и в этой роли совершила несколько интересных путешествий. В те годы писала в основном радиоочерки на сельские темы и стихи. В 1962 году вышла в свет первая книга стихов поэтессы «В сердце моём праздник». С 1964 года работала редактором в издательстве «Ээсти раамат».
В 1973 году выходит более философская и зрелая работа поэтессы — сборник «Смейся, Кассандра!». В 1979 году на суд читателя представлена первая крупная прозаическая работа автора — роман «Женщина свободного времени», в 1984 году изданный на русском языке под названием «Сосны на болоте». Эта книга сильно отличается от советской литературы того времени и проникнута прогрессивными идеями свободы, автономии личности и её духовного поиска, возможно, именно поэтому её название в русскоязычном варианте изменено на более безобидное. В 1989 году выходит третий сборник поэзии Линды Рууд, озаглавленный как «Думы об Огненной Земле».
В дальнейшем Линда Рууд работает редактором и переводчиком. Всего Рууд опубликовала три сборника стихов и одну книгу прозы. Относится к эстонским писателям-шестидесятникам.